# Pillenhof
Pillenhof ist ein Ortsteil der Gemeinde Much im Rhein-Sieg-Kreis.

## Lage
Pillenhof liegt an der Bundesstraße 56. Nördlich liegt Markelsbach, südlich Huven.

## Geschichte
Pillenhof wurde erstmals im Jahr 1555 urkundlich erwähnt. Damals gab es in Pillenhof ein bäuerliches Anwesen, das von einer Familie Piel bewirtschaftet wurde und dadurch Pielshof genannt wurde. Im Laufe der Jahre änderte sich dieser Name zunächst in Peilshof und schließlich zu Pillenhof.
1901 hatte der Weiler 29 Einwohner. Hier lebten die Haushalte Witwe F. Bergfelder, Heinrich Lindenberg, Julius Mylenbusch, Joh. Oberdörster, Wilhelm Schauenberg und Heinrich Schöneshöfer. Alle waren von Beruf Ackerer.

## Trivia
Der Ortsname führte allerdings auch zu Problemen, weil Sammler mehrfach das Ortsschild abschraubten und stahlen. Aus diesem Grund wurde es von der Gemeinde verschweißt.

## Bergbau
In der Umgebung von Pillenhof wurde auf der Grube Gertrudensegen Bergbau betrieben. Diese gehörte seit 1935 zur konsolidierten Grube Nikolaus-Phönix.